# خويفيرة نيوزيلندية
خويفيرة نيوزيلندية (الاسم العلمي:Koeleria novozelandica) هي نوع من النباتات تتبع جنس الخويفيرة من الفصيلة النجيلية.